# SoundStorm
SoundStorm es una marca de Nvidia de un bloque SIP integra la tecnología de 5.1 Surround Sound que se encuentra en la matriz de sus conjuntos de chips nForce y nForce2 para CPU x86. También es el nombre de una certificación otorgada por Nvidia a los fabricantes que cumplan con sus especificaciones.

## Certificación
La certificación SoundStorm asegura que muchos fabricantes produjeran soluciones con salida de sonido de alta calidad. Para lograr la certificación SoundStorm, una placa base tenía que usar los conjuntos de chips nForce o nForce2 y también incluir las salidas discretas especificadas. También era necesario cumplir con ciertos niveles de calidad de sonido probados por los laboratorios de sonido Dolby Digital.
En el momento, SoundStorm fue la única solución disponible capaz de reproducir Dolby Digital Live en un HTPC.

## Hardware
El SIP SoundStorm consiste en una serie de unidades de procesamiento de función fija y de propósito general que proporcionan un total combinado de 4 mil millones de operaciones por segundo. Se proporciona un procesador de señal digital (DSP) totalmente programable, basado en el Motorola 56300 para el procesamiento de efectos, pero con soporte muy limitado bajo DirectX.
El DSP en la APU normalmente estaba impulsado por un código derivado en gran parte de la empresa de middleware Sensaura. El middleware Sensaura también fue utilizado por los controladores de Windows de casi todas las tarjetas de sonido y códec de audio, además de los de Creative. A diferencia de las implementaciones de software habituales del código Sensaura, la solución SoundStorm ejecuta el mismo código en un DSP de hardware, lo que resultó en un uso de CPU extremadamente bajo. También era capaz de codificar Dolby Digital 5.1 en tiempo real. En comparación con otras soluciones de audio del momento, la diferencia en el uso de la CPU al ejecutar aplicaciones multimedia populares fue de hasta un 10-20%. Si bien Audigy ofrece un rendimiento similar, lo hace a un precio mucho más alto y solo como una solución complementaria discreta.
La APU nForce2 era un componente puramente digital, y los fabricantes de placas base todavía tenían que usar chips de códec como el Realtek 650 para las funciones de salida de audio, incluida la conversión digital a analógica (DAC) necesaria. Después de la desaparición de SoundStorm, los chips de códec como el Realtek 850 se han convertido en soluciones de audio integradas estándar, con funciones de procesamiento de audio separadas de la CPU principal. Como tal, la calidad de los controladores del dispositivo es muy importante para garantizar un uso del procesador host razonablemente bajo, sin problemas de calidad de audio.

## Controladores
Dado que la solución SoundStorm era un DSP de propósito general en el que los controladores del dispositivo cargaban el código en la tarjeta en el momento del arranque, esto facilitó la adición de nuevas funciones a SoundStorm. Sin embargo, también significó que no era posible crear controladores de dispositivos de terceros para SoundStorm, ya que no tenían acceso al código DSP. Los controladores de Linux para SoundStorm en realidad hablan directamente con el códec de audio (como un RealTek ALC650), evitando la APU por completo y haciendo todos los cálculos de audio en la CPU y dejando inactivo el DSP de SoundStorm.

## Historia

### Consolas de videojuegos
El desarrollo de SoundStorm fue financiado originalmente por Microsoft para su uso en la consola de juegos Xbox. En el momento de escribir este artículo, se informó que se había desarrollado un chip de segunda generación, esta vez con fondos de Sony, como parte del proyecto PlayStation 3 . Se insinúa que SoundStorm puede regresar a la escena de la PC, posiblemente como parte de una tarjeta gráfica multimedia, siguiendo las líneas de la tarjeta NV1 original, en lugar de como una solución discreta o integrada. Si bien parecía haber planes para un producto discreto en un momento, esto nunca se materializó.

### Discontinuación
Nvidia decidió que el costo de incluir el SIP SoundStorm en las matrices de sus conjuntos de chips era demasiado alto y no estaba incluido en nForce3 y posteriores.

## Alternativas
Desde entonces, otros fabricantes han producido tarjetas de sonido independientes basadas en chips C-Media, como el CMI8788 que también ofrecen funciones de codificación Dolby Digital y DTS. Estos fabricantes incluyen Turtle Beach y Auzentech. Una alternativa de software es redocneXk, que proporciona codificación AC3 en tiempo real comparable a SoundStorm o Creative's Audigy2 y tarjetas de sonido posteriores. Sin embargo, las primeras versiones de estas alternativas aún pueden estar rezagadas con respecto a SoundStorm en términos de confiabilidad, facilidad de uso y uso de la CPU.
En octubre de 2013, AMD presentó productos con AMD TrueAudio, Un bloque de DSP que se utilizará para descargar cálculos de sonido 3D.